# Colombia en los Juegos Panamericanos de 2015
Colombia en los Juegos Panamericanos de 2015, participó con un total de 291 deportistas. Obtuvo 27 medallas de oro, 14 medallas de plata y 31 medallas de bronce, en total 72 con lo que terminó en la posición 5 del medallero.

## Participantes por deporte
A continuación se presentan el número de deportistas por disciplina que participaron en esta competencia.

Datos: COC.

## Medallistas
Deportista y medallas:
| Deportista           | Disciplina             | Categoría / Prueba           | Resultado                                        | Medalla | Récord Panamericano                |
| Rusmeris Villar      | Levantamiento de pesas | 53 kg                        | Total: 201 kg (Arranque: 86 kg, Envión: 115 kg)  | Oro     | Envión (115 kg)                    |
| Luis Javier Mosquera | Levantamiento de pesas | 69 kg                        | Total: 331 kg (Arranque: 150 kg, Envión: 181 kg) | Oro     | Arranque (150 kg), Envión (181 kg) |
| Lina Rivas           | Levantamiento de pesas | 58 kg                        | Total: 215 kg (Arranque: 97 kg, Envión: 118 kg)  | Oro     | No aplica                          |
| Hellen Montoya       | Patinaje de velocidad  | 200 m contrarreloj femenina  | Tiempo: 17,653 segundos                          | Oro     | No aplica                          |
| Pedro Causil         | Patinaje de velocidad  | 200 m contrarreloj masculina | Tiempo: 16,149 segundos                          | Plata   | No aplica                          |

## Medallas por deporte
Medallas por deporte:
| Deporte                | Medallas de Oro | Medallas de Plata | Total |
| ---------------------- | --------------- | ----------------- | ----- |
| Levantamiento de pesas | 3               | 0                 | 3     |
| Patinaje de velocidad  | 1               | 1                 | 2     |
| Total general          | 4               | 1                 | 5     |

## Lista de Referencias
1. 1 2  «Colombia es cuarta en el medallero de Toronto 2015». Diario AS. 13 de julio de 2015. Consultado el 11 de junio de 2025.

- Datos: Q17985315
- Multimedia: Colombia at the 2015 Pan American Games / Q17985315